# Riforma Brunetta
Con riforma Brunetta, si indicano alcune norme che interessano il funzionamento della pubblica amministrazione italiana - emanati tra il 2008 e il 2009 - ispirati da Renato Brunetta in qualità di Ministro per la Pubblica Amministrazione e l'Innovazione del governo Berlusconi IV.

## Le norme
La riforma consta dei seguenti provvedimenti legislativi:
- legge 6 agosto 2008, n. 133 (di conversione del decreto-legge 25 giugno 2008, n. 112 detto anche decreto Brunetta) ("Disposizioni urgenti per lo sviluppo economico, la semplificazione, la competitività, la stabilizzazione della finanza pubblica e la perequazione tributaria");
- legge delega 4 marzo 2009, n. 15 ("Delega al Governo finalizzata all’ottimizzazione della produttività del lavoro pubblico e alla efficienza e trasparenza delle pubbliche amministrazioni nonché disposizioni integrative delle funzioni attribuite al Consiglio nazionale dell’economia e del lavoro e alla Corte dei conti");
- decreto legislativo 27 ottobre 2009, n. 150 ("Attuazione della legge 4 marzo 2009, n. 15, in materia di ottimizzazione della produttività del lavoro pubblico e di efficienza e trasparenza delle pubbliche amministrazioni").

## I contenuti

### Il decreto legge n. 112/2008
Il 25 giugno 2008 viene emanato il decreto-legge n. 112/2008, il cosiddetto decreto anti-fannulloni. A questo fanno seguito una serie di circolari attuative ed esplicative.
L'articolo 71 disciplina la normativa delle assenze dei pubblici dipendenti. Prevede la decurtazione dalla retribuzione, per ogni evento di malattia, a prescindere dalla durata, nei primi dieci giorni di assenza, di ogni indennità o emolumento, comunque denominati, aventi carattere fisso e continuativo, nonché di ogni altro trattamento accessorio. Il terzo evento di malattia nell'anno solare e le assenze superiori a dieci giorni debbono essere giustificati con la presentazione all'amministrazione di un certificato medico rilasciato dalle strutture sanitarie pubbliche o dai medici convenzionati, in quanto parte del Servizio Sanitario Nazionale. Le amministrazioni dovranno inoltrare obbligatoriamente la richiesta di visita fiscale anche nel caso di assenza per un solo giorno.
Il "Decreto Brunetta" riceve le critiche dell'Avis, che la considera una norma «devastante» e che penalizza la donazione di sangue. Il decreto-legge n. 112/2008 infatti toglie il diritto alla retribuzione aggiuntiva, legata alla contrattazione integrativa, ai lavoratori del settore pubblico che donano il sangue: «Il ministro Brunetta ha ormai lanciato l'esempio, ha fatto "cultura" equiparando la donazione di sangue con  l'assenteismo». Il decreto è stato successivamente modificato in modo da permettere la donazione di sangue senza decurtazioni dello stipendio.

### La legge delega n. 15/2009
La legge delega 4 marzo 2009, n. 15 (la cosiddetta Legge Brunetta) prevedeva, tramite il ricorso a decreti delegati:
- una riforma degli ambiti della disciplina del rapporto di lavoro pubblico riservati alla contrattazione collettiva e di quelli riservati alla legge, con la semplificazione del procedimento di contrattazione;
- la riforma dell'Agenzia per la rappresentanza negoziale delle pubbliche amministrazioni (ARAN), che conterrà anche un organismo centrale di valutazione della Pubblica Amministrazione in base a obiettivi annuali predisposti dalla stessa PA;
- l'introduzione nella PA di strumenti di valorizzazione del merito e metodi di incentivazione della produttività, secondo le modalità stabilite dalla contrattazione collettiva, con percentuali minime di risorse da destinare al merito e alla produttività;
- la riforma della dirigenza pubblica, con il taglio degli stipendi accessori per i dirigenti di strutture inefficienti, concorsi per l'accesso a una percentuale di posti della prima fascia dirigenziale e riduzione degli incarichi conferiti ai dirigenti non appartenenti ai ruoli e ai soggetti estranei alla pubblica amministrazione. Infine si prevede di promuovere la mobilità nazionale e internazionale dei dirigenti;
- la razionalizzazione dei tempi di conclusione dei procedimenti disciplinari; più rigore nelle visite legali; la definizione della tipologia di infrazioni che comportano il licenziamento; l'identificabilità dei dipendenti pubblici tramite cartellino di riconoscimento;
- la facoltà della Corte dei Conti di controllare gestioni pubbliche durante il loro svolgimento e dare comunicazione di eventuali gravi irregolarità al Ministro competente, che può disporre la sospensione dei fondi.

Tale delega trovò attuazione con il decreto legislativo 27 ottobre 2009, n. 150.

### Il decreto legislativo n. 150/2009
Venne emanato in attuazione della legge delega 4 marzo 2009 n. 15, introducendo novità piuttosto radicali, tra cui l'obbligo per le amministrazioni di dotarsi di un "Organismo Indipendente di Valutazione" (Oiv). e l'introduzione delle valutazioni dell'attività delle PP.AA e del personale impiegato presso le stesse - mediante l'introduzione di un meccanismo denominato ciclo di valutazione della performance -  con rilevanza di tale valutazioni sulla carriera. Tra le varie disposizioni, la norma ha inoltre stabilito la riduzione dei comparti di contrattazione a non più di quattro, con altrettante aree riservate alla dirigenza, la rideterminazione della durata dei CCNL di comparto in non più di tre anni, sia per la parte normativa sia economica, e alcune disposizioni in tema di concorsi e concorsi interni. 
Sempre in attuazione della legge delega n. 15/2009, il decreto istituisce la Commissione indipendente per la valutazione, la trasparenza e l'integrità delle amministrazioni pubbliche con il compito di valutare la trasparenza e l'integrità delle amministrazioni pubbliche, definendone nel contempo la composizione e le competenze. In tema di personale, viene assegnato ai dirigenti l'obbligo di valutare il personale assegnato ai propri uffici, ai fini delle progressioni di carriera, Si prevede infine all'art. 48 che, al fine di consentire una maggiore mobilità intercompartimentale, con decreto del Presidente del Consiglio dei Ministri su proposta del Ministro per la pubblica amministrazione e l'innovazione,  di concerto con il Ministro dell'economia e delle finanze, previo parere della conferenza unificata ex d.lgs. 28 agosto 1997, n. 281, venga definita una tabella di equiparazione fra i livelli di inquadramento previsti dai contratti collettivi, relativi ai diversi comparti di contrattazione.